# ساندیستر تی
ساندیستر تِی (انگلیسی: Sandister Tei) یک متخصص رسانه غنا است که در اکتبر ۲۰۲۰ توسط یکی از بنیانگذاران ویکی‌پدیا، جیمی ولز، به عنوان ویکی‌مدین سال انتخاب شد. او یکی از بنیانگذاران و یک داوطلب فعال گروه کاربری ویکی‌مدیا غنا است.

## سنین جوانی و تحصیل
تِی در آکرا، غنا به دنیا آمد. او به مدرسهٔ آچیموتا و بعداً دانشگاه غنا رفت و در آنجا در رشتهٔ جغرافیا تحصیل کرد.